# 스즈란다이역
스즈란다이역(일본어: 鈴蘭台駅, ひよどりごええき)은 일본 효고현 고베시 기타구에 있는 고베 전철의 역이다. 역 번호는 KB06이다. 역 남쪽에 스즈란다이 차량기지가 있다. 해발 278m이다.

## 역사
- 1928년 11월 28일: 고베 아리마 전기철도 미나토가와 ~ 전철 아리마(현, 아리마온센) 간 개통 시에 오부역(일본어: 小部駅, おうぶえき)으로 영업 개시.
- 1932년 8월 1일: 스즈란다이역으로 역명 변경.
- 1936년 12월 28일: 미키 전기철도(현, 아오 선) 스즈란다이 ~ 히로노 골프조 마에 간 개업.
- 1947년 1월 9일: 고베 아리마 전기철도와 미키 전기철도가 회사 합병하고 신아리미키 전기철도의 역이 됨.
- 1949년 4월 30일: 회사명 변경에 의하여 고베 전기철도의 역이 됨.
- 1973년 2월: 승강장 확장.
- 1988년 4월 1일: 회사명 변경에 의하여 고베 전철의 역이 됨.
- 2011년 3월 26일: 승강장과 지하도를 잇는 엘리베이터 설치, 지하도에 면하여 개찰구 신설이 되었고 이 공사로 승강장 길이 축소.
- 2016년 2월: 역 빌딩 공사 본격화.

## 역 구조
역 남북으로 표고 차이가 있기 때문에 역 남쪽은 성토역이고 북쪽은 지상역이다. 개찰은 신카이치 쪽에 있는 지하도에서 개찰구와 승강장이 연결된다. 동서 양쪽으로 개찰구가 설치되어 있다. 섬식 승강장 2면 4선의 구조로 아리마 선과 아오 선은 방향별로 플랫폼을 공유하고 있다. 하행 플랫폼에는 대합실이 있고 신설된 엘리베이터는 기존의 지하도에는 이어지지 않아 역 구외 도로에 직결되는 개찰구가 있다.
승강장 유효 길이는 1번 선 5량, 2・3・4번 선은 6량이었지만 지금은 엘리베이터 설치로 전 노선이 4량으로 짧아졌다. 주로 1,3번 선에 아리마 선, 2,4번 선에 아오 선의 열차가 입선한다.
신카이치 방향에서는 1 ~ 4번 선에, 아리마 선은 1・2・4번 선, 아오 방면으로는 2,4번 선에 입선한다. 또한, 출발에 대해서는 아리마 방향 및 아오 방향에는 2 ~ 4번 선, 신카이치 방향에는 1,2번 선에서 출발 가능하다.

### 승강장
| 번호 | 노선        | 방향 | 행선                                                                      |
| ---- | ----------- | ---- | ------------------------------------------------------------------------- |
| 1・2 | ■ 아리마 선 | 상행 | 미나토가와・신카이치 방면                                                 |
| 3・4 | ■ 아리마 선 | 하행 | 다니가미・아리마구치・아리마온센・요코야마・산다 방면                     |
| 3・4 | ■ 아오 선   | 하행 | 니시스즈란다이・고바타・오시베다니・시지미・에비스・미키・오노・아오 방면 |

## 역 주변
상점과 사무실, 주택이 밀집하고 있다.
- 신테쓰 택시 승강장
- 고베 시 기타 구청
- 기타 구민 센터
  - 고베 시립 기타 도서관
- 스즈란 홀
- 고베 스즈란다이 우체국
- 고베 시립 효고 상업 고등학교
- 효고 현립 고베 스즈란다이 고등학교
- 고베 신와 여자 대학
- 다이에 스즈란다이점
- 코프 고베 스즈란다이히가시점
- 스즈란다이 플라자
- 미쓰이 스미토모 은행 스즈란다이 지점
- 미나토 은행 스즈란다이 지점

## 사진

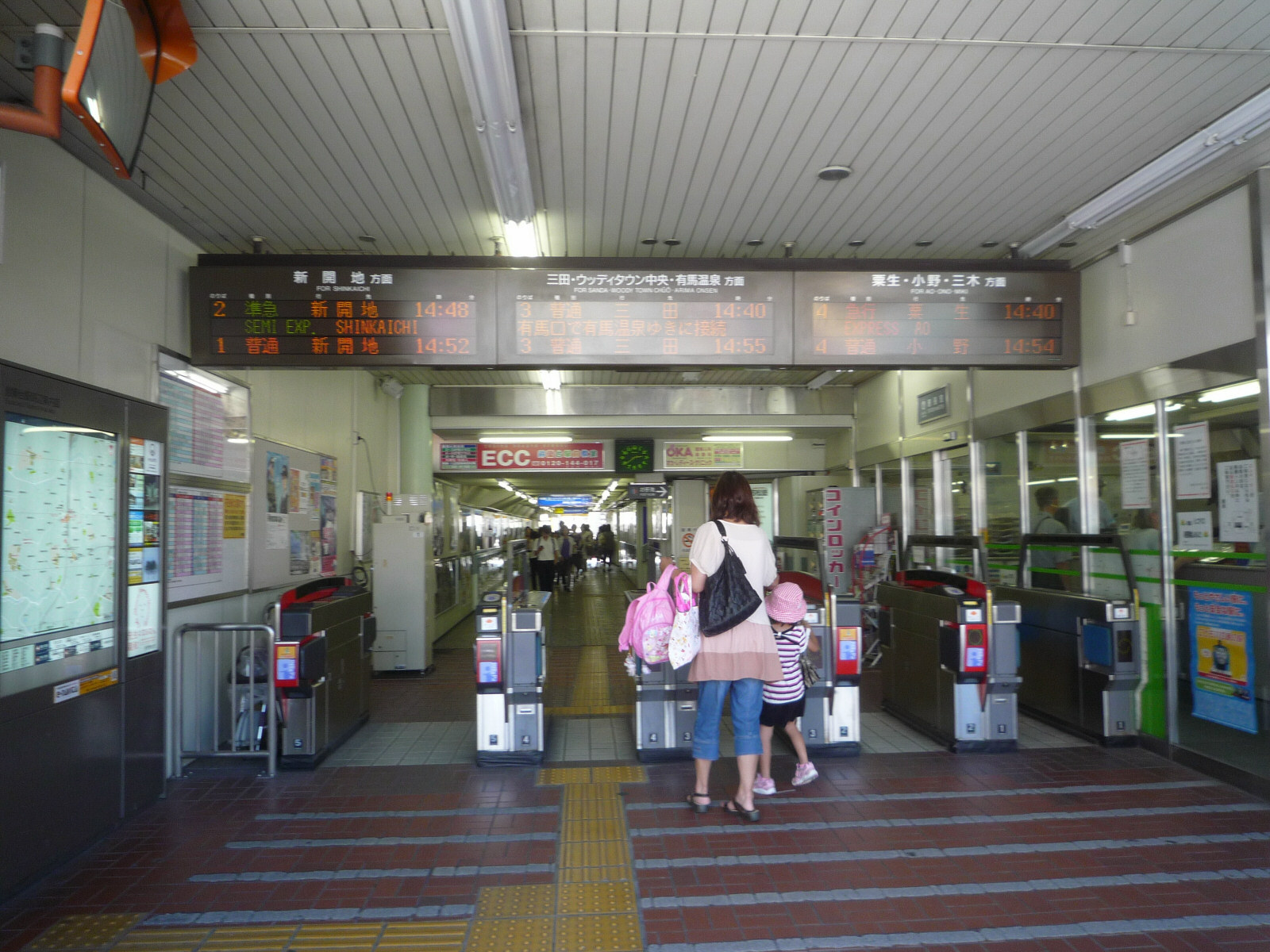
개찰구
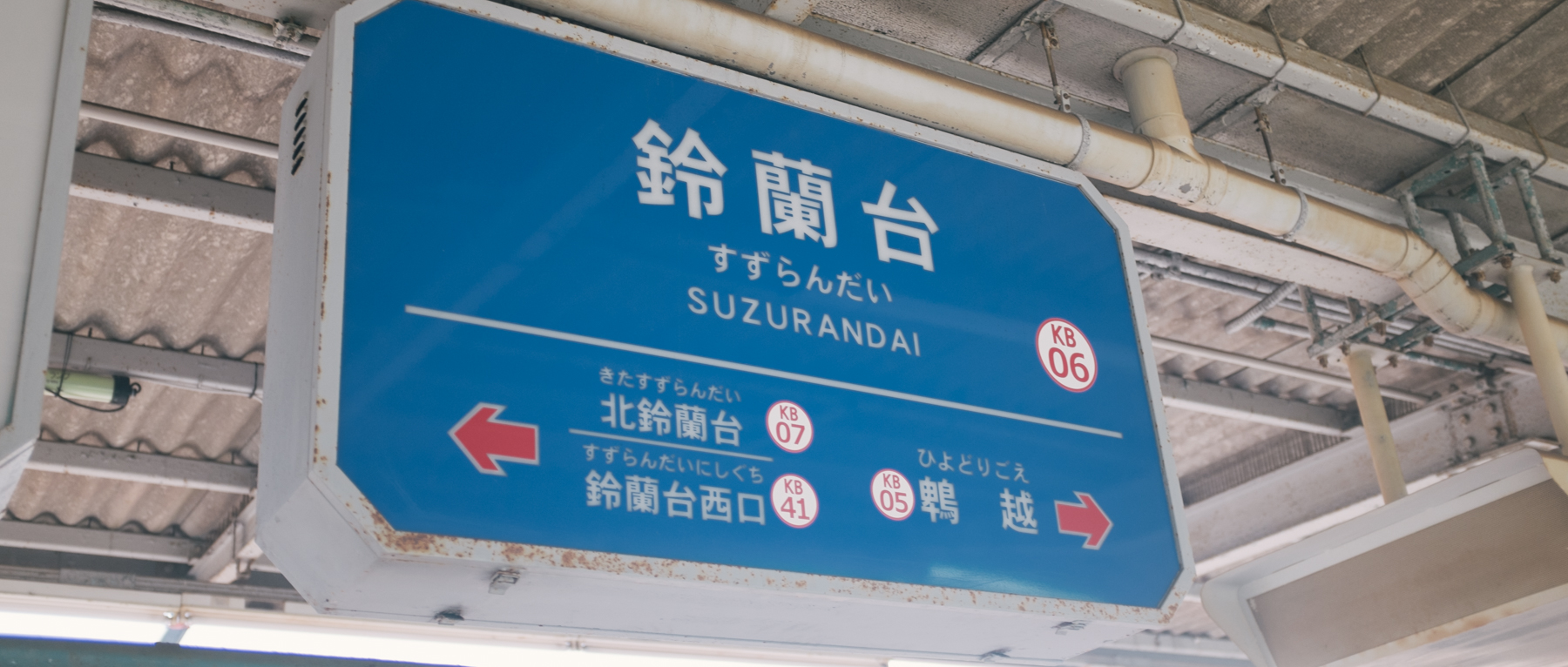
역명판

## 인접역
| 고베 전철 아리마 선                        | 고베 전철 아리마 선 | 고베 전철 아리마 선                       |
| ------------------------------------------ | ------------------- | ----------------------------------------- |
| KB02 미나토가와 신카이치 방면              | ■ 특쾌속 ■ 급행     | 기타스즈란다이 KB07 산다・아리마온센 방면 |
| KB03 나가타 신카이치 방면                  | ■ 준급              | 기타스즈란다이 KB07 산다・아리마온센 방면 |
| KB05 히요도리고에 신카이치 방면            | ■ 보통              | 기타스즈란다이 KB07 산다・아리마온센 방면 |
| 고베 전철 아오 선                          |                     |                                           |
| KB02 미나토가와(아리마 선) 신카이치 방면   | ■ 쾌속 ■ 급행       | 스즈란다이니시구치 KB41 아오 방면         |
| KB03 나가타(아리마 선) 신카이치 방면       | ■ 준급              | 스즈란다이니시구치 KB41 아오 방면         |
| KB05 히요도리고에(아리마 선) 신카이치 방면 | ■ 보통              | 스즈란다이니시구치 KB41 아오 방면         |